# Down Under Classic 2006
La Down Under Classic 2006, prima edizione della corsa ed apertura ufficiale del Tour Down Under 2006, si svolse il 17 gennaio 2006, per un percorso totale di 50 km attorno alla cittadita di Adelaide, Australia. Fu vinto dall'australiano Robbie McEwen, alla prima vittoria nella corsa.

## Ordine d'arrivo (Top 10)
| Pos. | Corridore       | Squadra         | Tempo    |
| ---- | --------------- | --------------- | -------- |
| 1    | Robbie McEwen   | Davitamon       | 1h01'06" |
| 2    | Daniele Colli   | Liquigas        | s.t.     |
| 3    | Simone Cadamuro | Milram          | s.t.     |
| 4    | Dimitri De Fauw | Chocolade Jac.  | s.t.     |
| 5    | Allan Davis     | Liberty Seguros | s.t.     |
| 6    | Mark Renshaw    | Crédit Agricole | s.t.     |
| 7    | Luca Paolini    | Liquigas        | s.t.     |
| 8    | Eros Capecchi   | Liquigas        | s.t.     |
| 9    | Matthew Goss    | South Australia | s.t.     |
| 10   | Aljaksandr Usaŭ | AG2R            | s.t.     |